# Leopold Karel Malovec z Malovic
Leopold Karel Malovec z Malovic a Kosoře (německy Leopold Karl Zdenko Freiherr Malowetz von Malowitz und Kossor, jindy též Kosorsch, Kosorš, či Kosorz, 8. února 1812, Praha - 27. února 1876 tamtéž) byl česko-rakouský šlechtic z rodu Malovců z Malovic. Působil jako c.k. komoří a polní podmaršál.

## Život

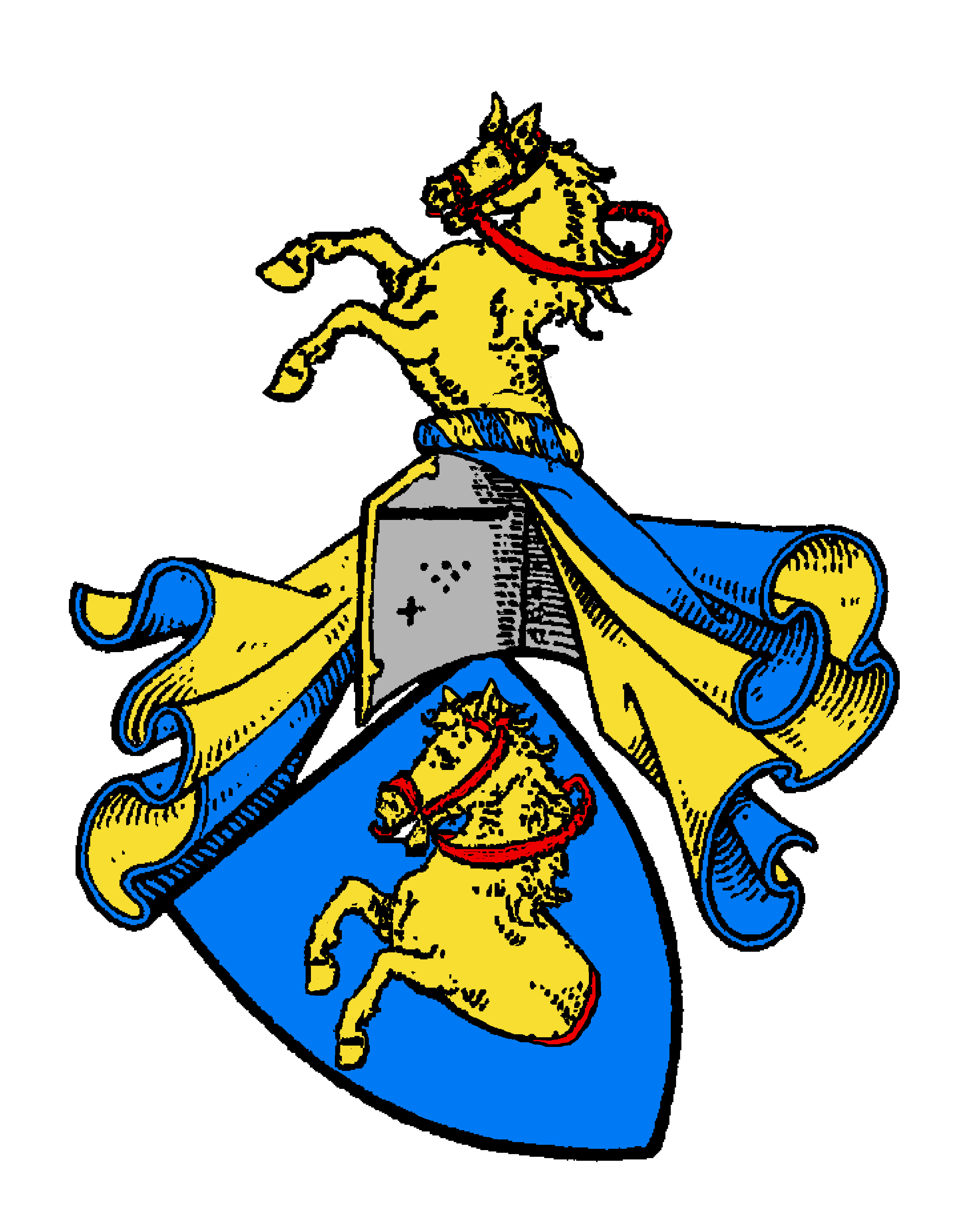
Erb svobodných pánů Malovců z Malovic a Kosoře

Narodil se roku 1812 v Praze jako Leopold Karel Zdeněk svobodný pán Malovec z Malovic a Kosoře pocházel z velmi starého českého rodu Malovců z Malovic, zmiňovaného již ve 14. století. Hlavním rodovým sídlem byla tvrz Malovice u Netolic v jižních Čechách.
Jeho otcem byl Arnošt Josef († 1840), syn Jana Josefa, který pro tuto rodovou linii dne 14. února 1781 získal titul svobodného pána.
27. května 1855 se Leopold Karel oženil s Annou Matyldou Attemsovou (18. července 1830, Hausambacher - 22. května 1856, Vídeň), dcerou Heřmana Eduarda, hraběte z Attemsu, sv. pán na Heiligenkreuzi. Z tohoto manželství se narodila dcera Leopoldina (* 30. ledna 1856).

### Vojenská kariéra

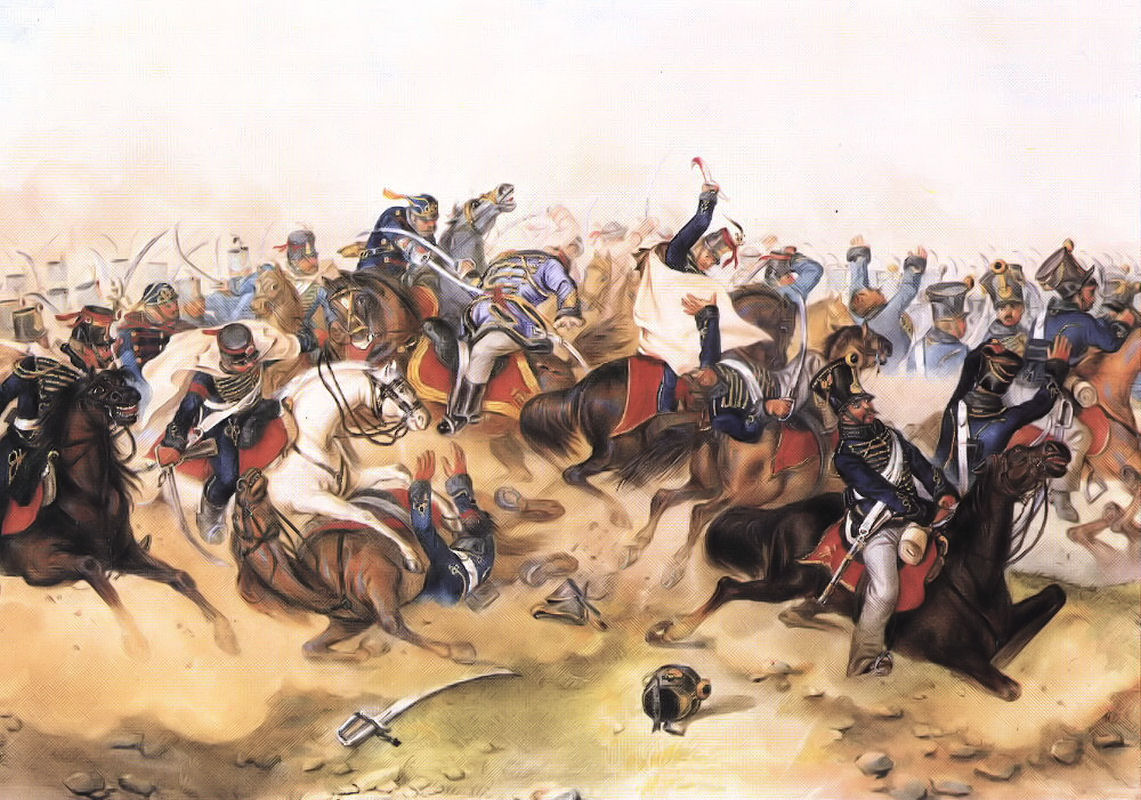
Bitva u Tápióbicske, 4. dubna 1849

12. února 1826 byl rodiči odvezen z Tereziánské vojenské akademii ve Vídeňském Novém Městě, aby o dva roky později nastoupil do IV. kyrysnického pluku arcivévody Ferdinanda. Zde 16. října postoupil do hodnosti poručíka. Poté 1. února 1832 přešel coby nadporučík k 38. Haugwitzově pěšímu pluku, dáel k Hardekově 8. kyrysnickému pluku, kde se 16. srpna 1839 stal rytmistrem druhé třídy a následně 1. listopadu 1844 první třídy. V témže roce mu byl udělen titul  c. k. komořího.  V hodnosti rytmistra se účastnil boje proti vzbouřeným Maďarům a poté rychle postupoval po hodnostním žebříčku. 23. prosince 1848 byl jmenován majorem a 2. srpna 1849 podplukovníkem. 
1. července 1854 se Malovec stal plukovníkem a velitelem 4. dragounského pluku velkovévody toskánského. Po povýšení na generálmajora 1. listopadu 1859 mu byl udělen rytířský kříž velkovévodského toskánského vojenského záslužného řádu 1. třídy.
V roce 1864 se stal brigádním generálem v Temešváru,  poté  v roce 1866 brigády jezdectva II. armádního sboru ve Štýrském Hradci. 
1. února 1867 Malovec rezignoval. Za své zásluhy byl povýšen do hodnosti polního podmaršála ve výslužbě. Poté žil až do svého skonu v Praze. 